# 普玛江塘乡
普玛江塘乡（藏語：ཕུ་མ་བྱང་ཐང་ཤང，威利转写：phu ma byang thang shang，藏语拼音：Pumaqangtang Xang），是中华人民共和国西藏自治区山南市浪卡子县下辖的一个乡镇级行政单位。平均海拔5373米，是中國海拔最高的行政鄉。

## 行政区划
普玛江塘乡下辖以下地区：
那木其村、措果村、萨藏村、沙空村、查布村和下索村。